# Ruta de los Parques
De Ruta de los Parques (de la Patagonia) is een toeristische autoroute in Patagonië in Chili.
De Ruta de los Parques werd gesticht in 2018 naar een idee van Tompkins Conservation. De route is 2800 kilometer lang en loopt van Puerto Montt tot Kaap Hoorn. De route doorkruist daarbij 17 nationale parken: Alerce Andino, Hornopirén, Melimoyu, Pumalín, Corcovado, Queulat, Isla Magdalena, Laguna San Rafael, Cerro Castillo, Patagonia, Bernardo O'Higgins, Torres del Paine, Pali-Aike, Alberto de Agostini, Yendegaia, Cabo de Hornos.